# Fuchsjagd (Haverkamp)

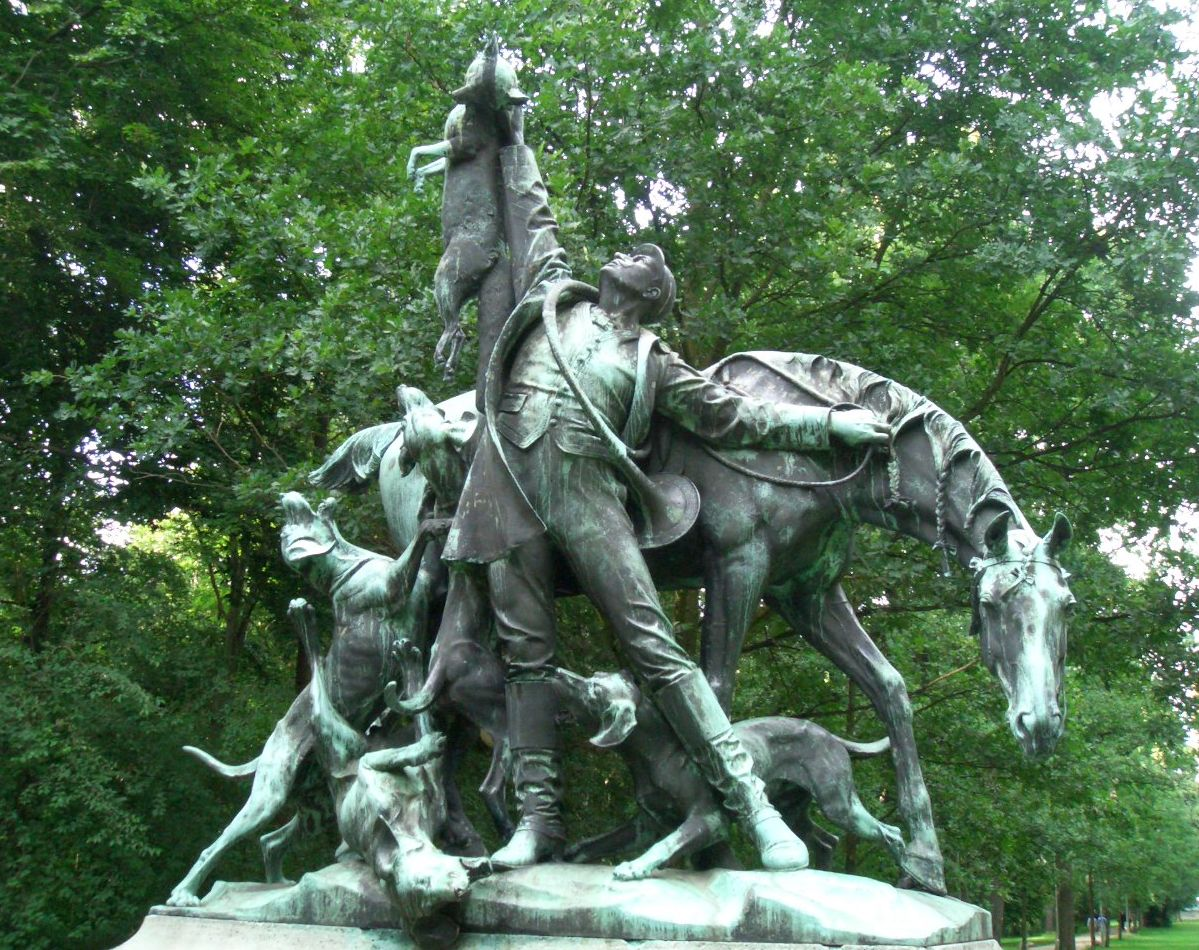
Fuchsjagd (Wilhelm Haverkamp, 1904).

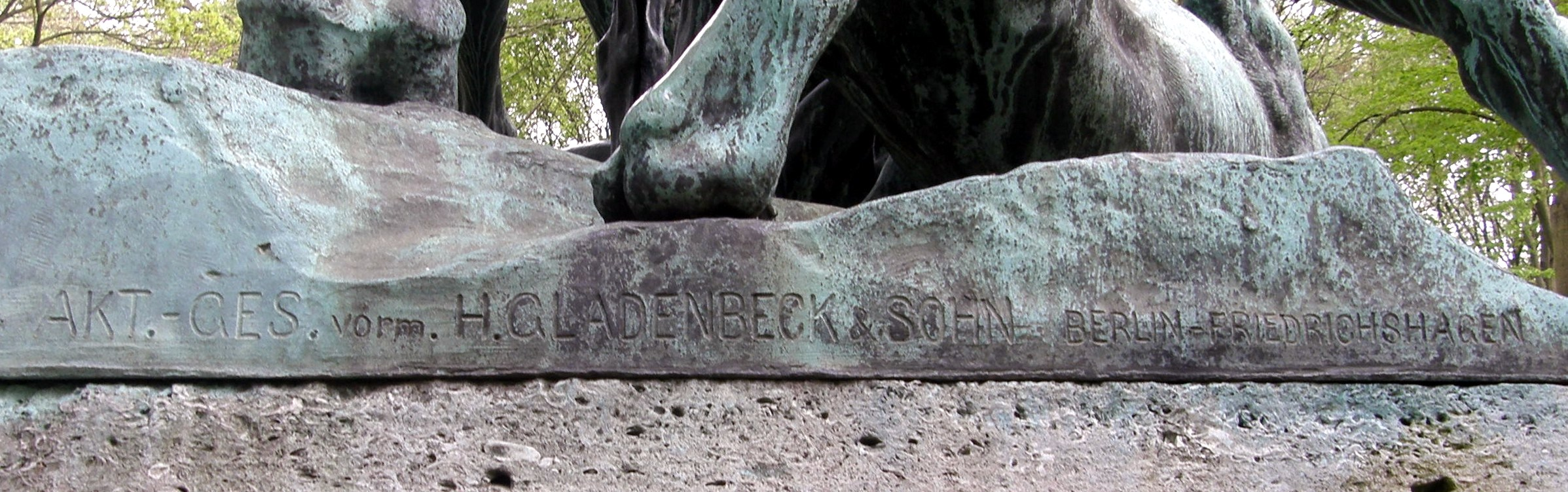
Gießereisignatur Gladenbeck

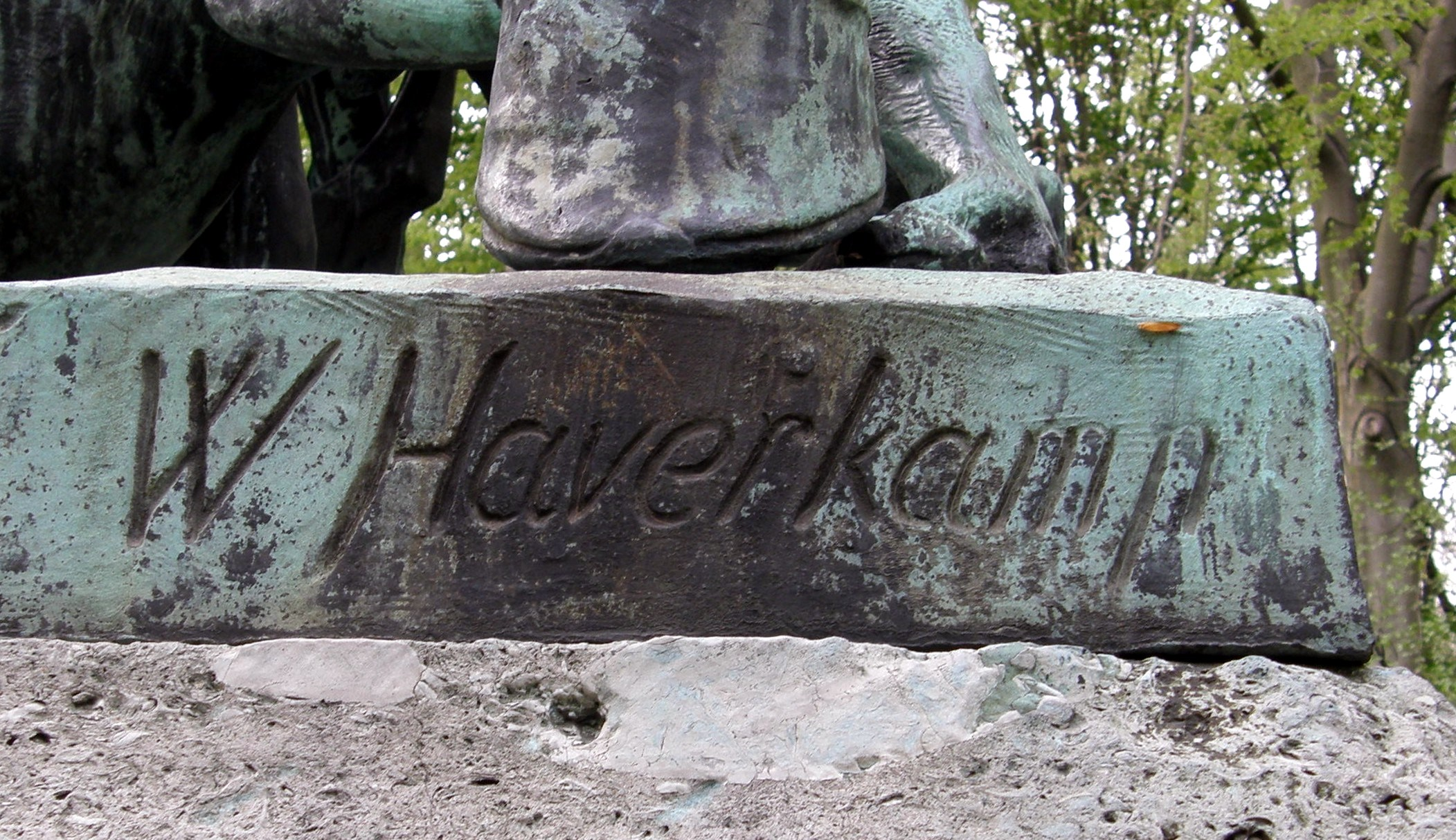
Bildhauersignatur W. Haverkamp

Die Fuchsjagd zur Kaiserzeit, auch Fuchsjagd um 1900, Zeitgenössische Fuchsjagd, Churfürstliche Fuchsjagd, Fuchsjagd, oder Fuchsjagdgruppe, ist eine Bronzeplastik von Wilhelm Haverkamp aus dem Jahr 1904 im Stil der Berliner Bildhauerschule. Sie war durch Kaiser Wilhelm II. in Auftrag gegeben worden. Gegossen wurde die Figurengruppe in der Bronzegießerei Gladenbeck aus Friedrichshagen.

## Geschichte
Ab 1907 war sie Teil eines den von Cuno von Uechtritz-Steinkirch gestalteten Hubertusbrunnen umgebenden Ensembles am Großen Stern im Tiergarten, die anderen drei Plastiken waren von Fritz Schaper (Thema: Altgermanische Wisentjagd), Karl Begas (Thema: Eberjagd der Renaissancezeit (um 1500)), Max Baumbach (Thema: Hasenhatz zur Rokokozeit). 1938 wurde die Fuchsjagd an die Fasanerieallee versetzt. Sie ist Bestandteil des Denkmalobjektes Großer Tiergarten (Objektnummer 09046318,T,056) und wird dort als Fuchsjagd um 1900 mit dem Auchvermerk „Zeitgenössische Fuchsjagd“ geführt.
In den 1950er Jahren wurden einige Beschädigungen aus dem Krieg beseitigt. Von 1986 bis 1988 wurde die Gruppe gründlich restauriert und die Umgebung des Sockels mit Granitsteinen gepflastert.

## Beschreibung
Die Plastik befindet sich auf einem hohen, quaderförmigen Sockel. Die Gruppe selbst besteht aus einem Piqueur in der Jagdkleidung des 19. Jahrhunderts, einem Pferd und vier aufgeregt herumspringenden Jagdhunden. Die Szene stellt das Ende einer erfolgreichen Parforcejagd dar. Der Jäger hält mit seinem rechten ausgestreckten Arm den erlegten Fuchs über Kopfhöhe und blickt triumphierend mit hochgerecktem Kinn auf die Jagdbeute, der linke Arm hält das Jagdpferd mit ermüdet abgesenkten Kopf am Zügel. Am preußischen Hof hatte es von 1827 bis 1914 eine Foxhound-Meute gegeben, die Vorbild für die Hundedarstellung gewesen sein könnte.

### Daten
Gruppe:
- Höhe: 2, 5 m
- Breite: 3,3 m
- Tiefe: 1,25 m

Sockel:
- Höhe: 1,9 m
- Breite: 3,3 m
- Tiefe: 1,8 m

Material:
- Sockel: Muschelkalk, behauen, scharriert
- Gruppe: Bronze, gegossen und patiniert

Inschriften:
- Auf der Plinthe rechts hinten: A. Haverkamp
- Auf der Plinthe links: AKT.-GES. vorm. H. GLADENBECK & SOHN BERLIN-FRIEDRICHSHAGEN